# Callionima parce
Callionima parce, popularmente conhecida como mariposa-esfinge, é uma espécie de artrópode lepidóptero, mais especificamente de mariposa, pertencente à família dos esfingídeos (Sphingidae). Tem ampla distribuição ao longo da América do Norte (México), América Central e América do Sul.

## Taxonomia e sistemática
Callionima parce foi originalmente descrita por Johan Christian Fabricius em 1777. Foi transferida ao gênero Hemeroplanes por Charles Rothschild e Karl Jordan em 1903 e depois transferida ao gênero Callionima por Hodges, em 1971. É muito semelhante a C. guiarti, inclusive na morfologia da genitália, e a C. falcifera, mas pode ser diferenciada por apresentar asas anteriores de coloração acinzentada (C. falcifera é predominantemente amarronzada), com padrão mais complexo e contrastante. Além disso, a espécie possui mais de uma geração por ano. Além disso, na margem externa, próxima à região apical, exibe uma mancha mais clara, ampla e triangular, ao passo que em C. falcifera essa mancha é restrita a uma faixa estreita.

## Descrição
Callionima parce tem o ápice da asa anterior agudamente pontiagudo e ligeiramente falcado. Na face superior, apresenta uma linha apical oblíqua, pálida e curva, que se alarga na região de M1 formando uma mancha pálida voltada para trás, em direção à margem externa da linha, próxima ao ápice. Como resultado, a área entre a margem externa e a linha apical é visivelmente mais clara que a região imediatamente basal a essa linha. Na genitália masculina, o unco é estreito, com os lados quase paralelos em vista ventral, terminando em quatro lobos posteriores pontiagudos, sendo o par interno ligeiramente mais longo que o par externo. O gnato consiste em dois processos longos, estreitos e apicalmente pontiagudos, com comprimento um pouco superior ao do unco. As valvas são estreitas e pontiagudas, e a harpe é longa, afinando para uma extremidade romba e curvada para cima. A vesica é alongada e contém numerosos cornutos pequenos e espinhosos.

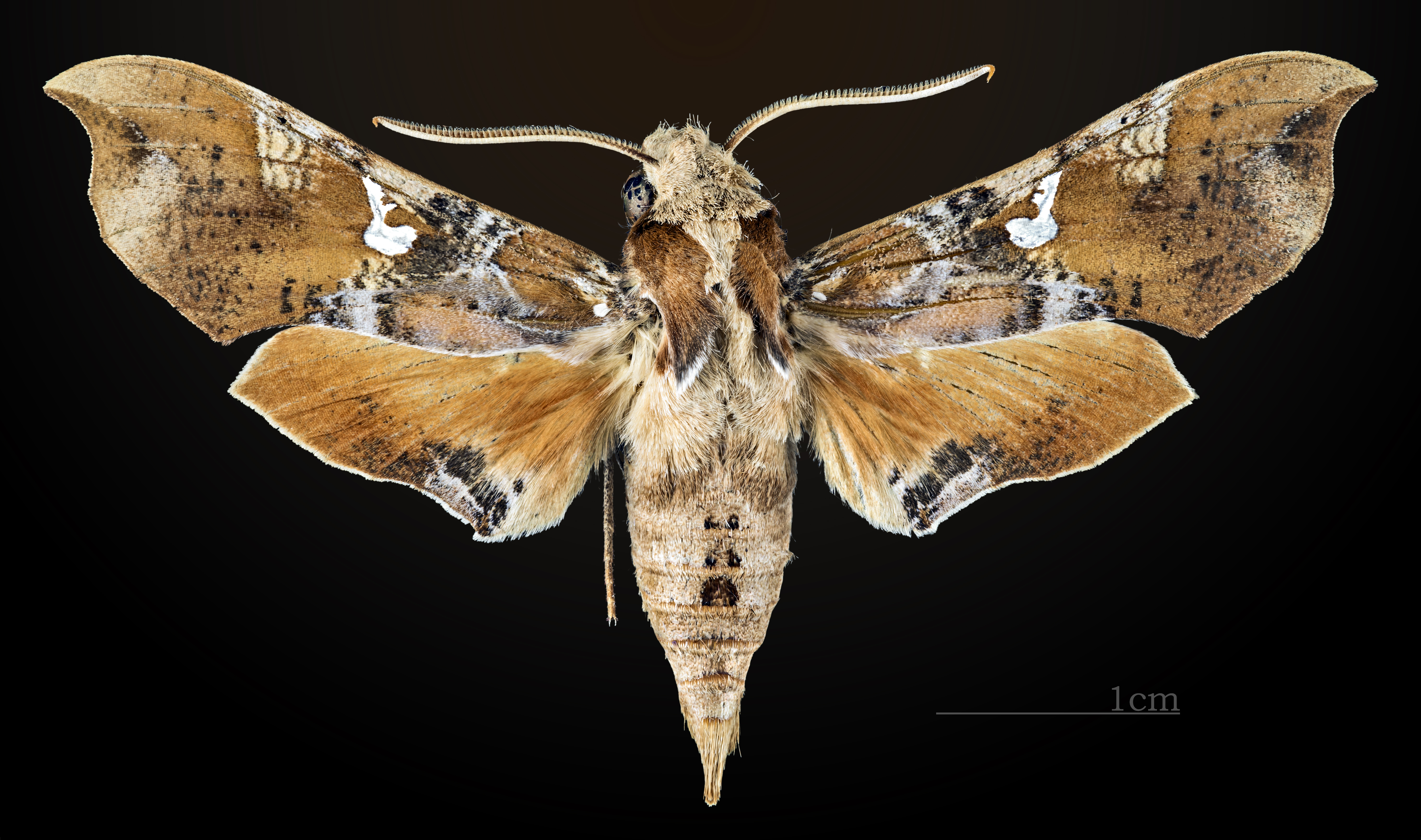
Macho, lado dorsal
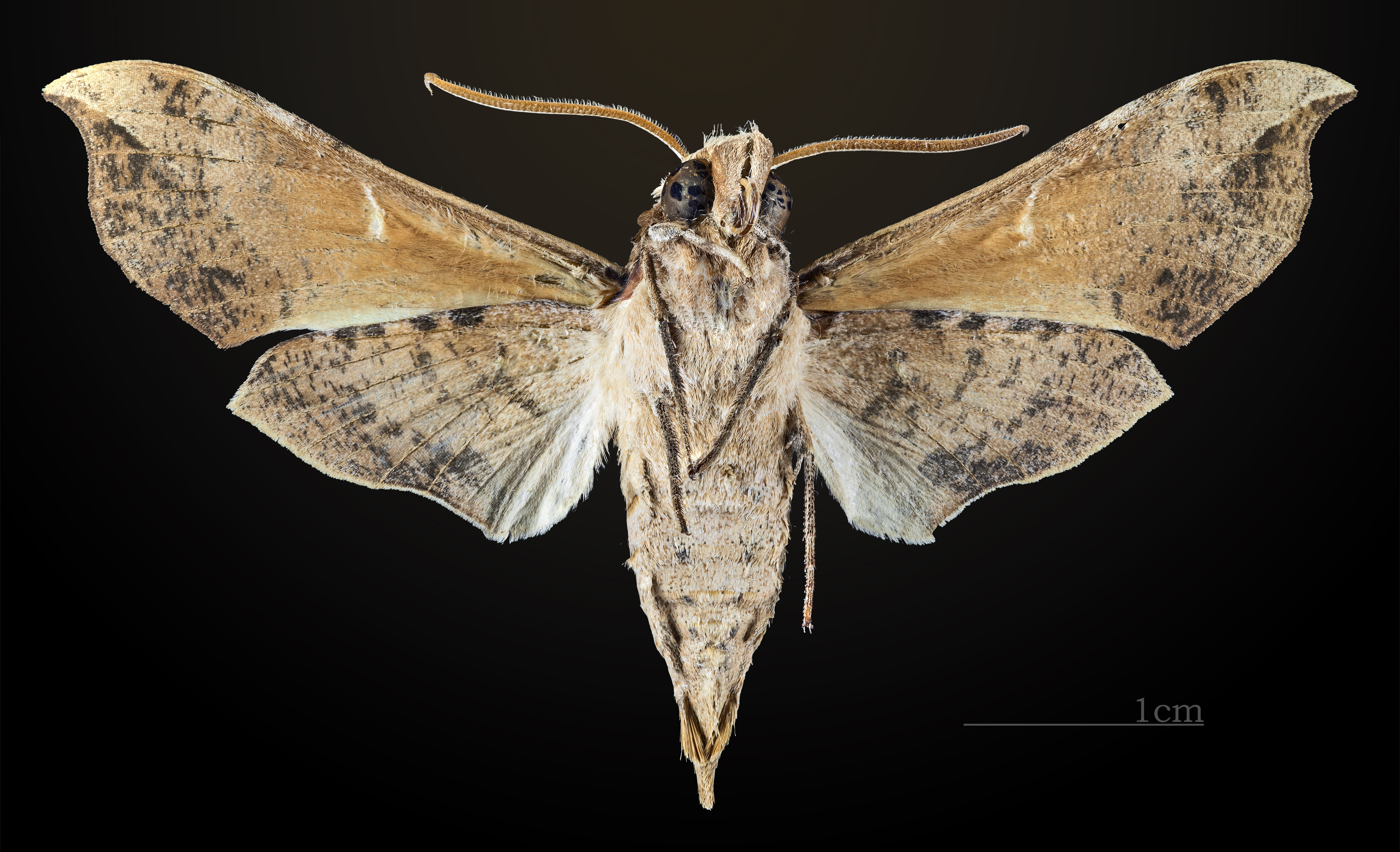
Macho, lado ventral
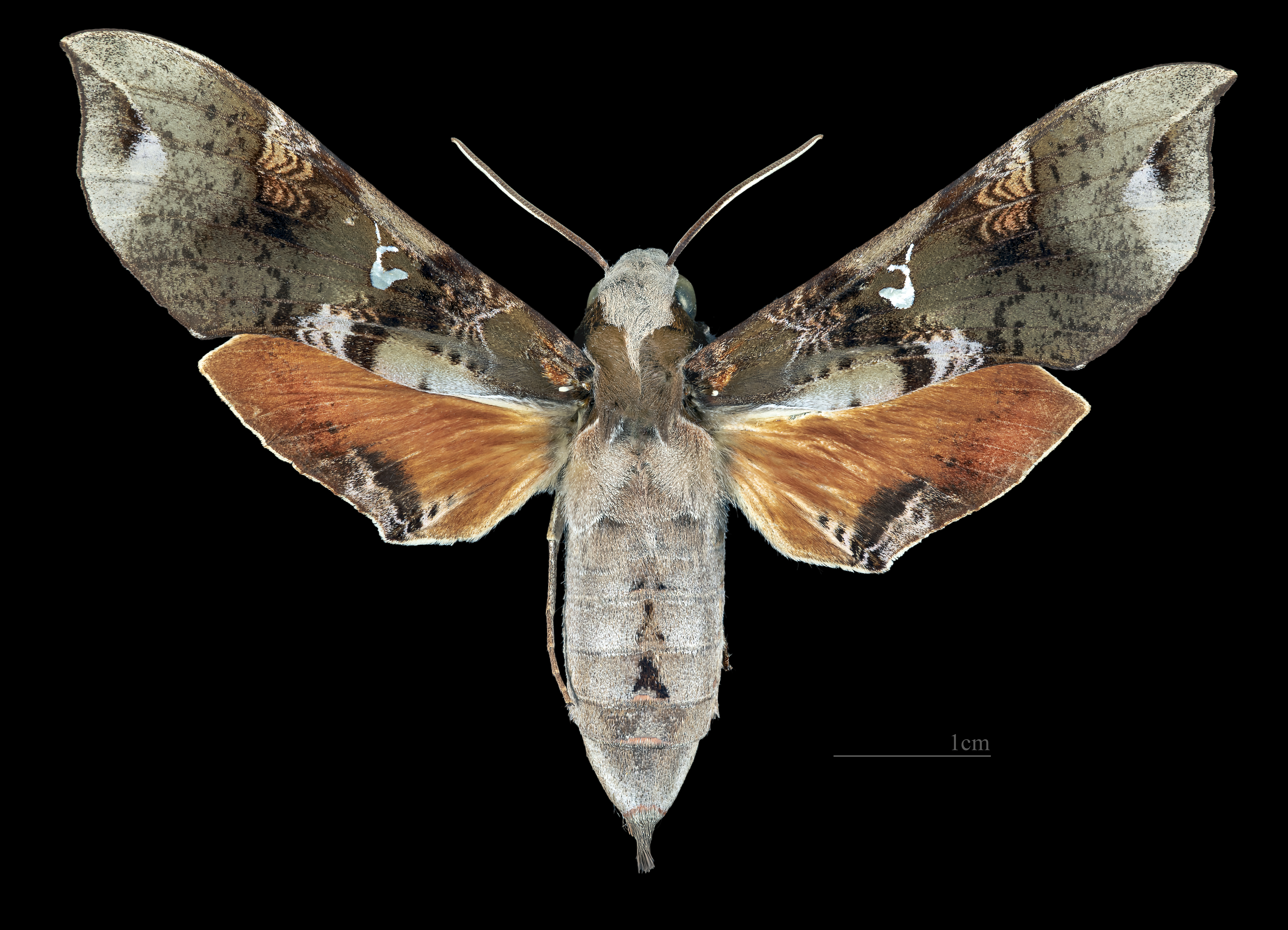
Fêmea, lado dorsal
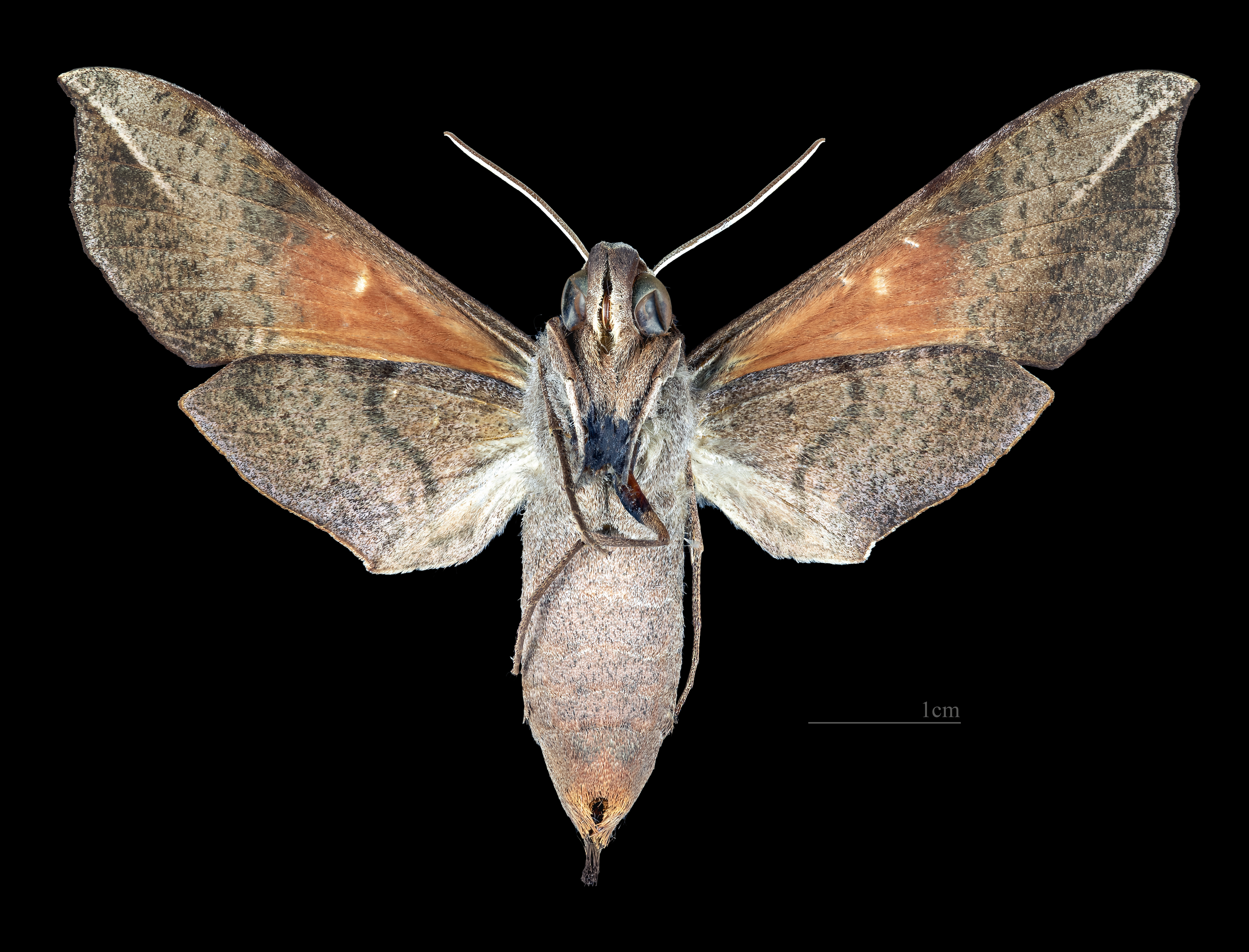
Fêmea, lado ventral

## Distribuição e habitat
Callionima parce é encontrada no sul dos Estados Unidos, incluindo o sul da Flórida, sul do Texas, sul do Arizona e sul da Califórnia; no México; em Belize, nos distritos de Corozal, Orange Walk, Cayo, Stann Creek e Belize; na Guatemala, no departamento de Juliapa; na Nicarágua, nas regiões de Nova Segóvia, Manágua, Chontales e Zelaia; na Costa Rica, nas províncias de Puntarenas, Guanacaste, Limão, Heredia, São José e Alajuela; no Panamá; na Venezuela, nos estados de Amazonas, Anzoátegui, Apure, Aragua, Barinas, Bolívar, Carabobo, Distrito Capital, Falcón, Lara, Miranda, Portuguesa, Táchira, Trujillo e Yaracuy; no Suriname; na Guiana Francesa, na comuna de Régina; na Bolívia, nos departamentos de Beni, La Paz e Santa Cruz; na Argentina, nos províncias de Salta (405 metros), Missões Jujui, Rioja e Tucumã; e Uruguai.

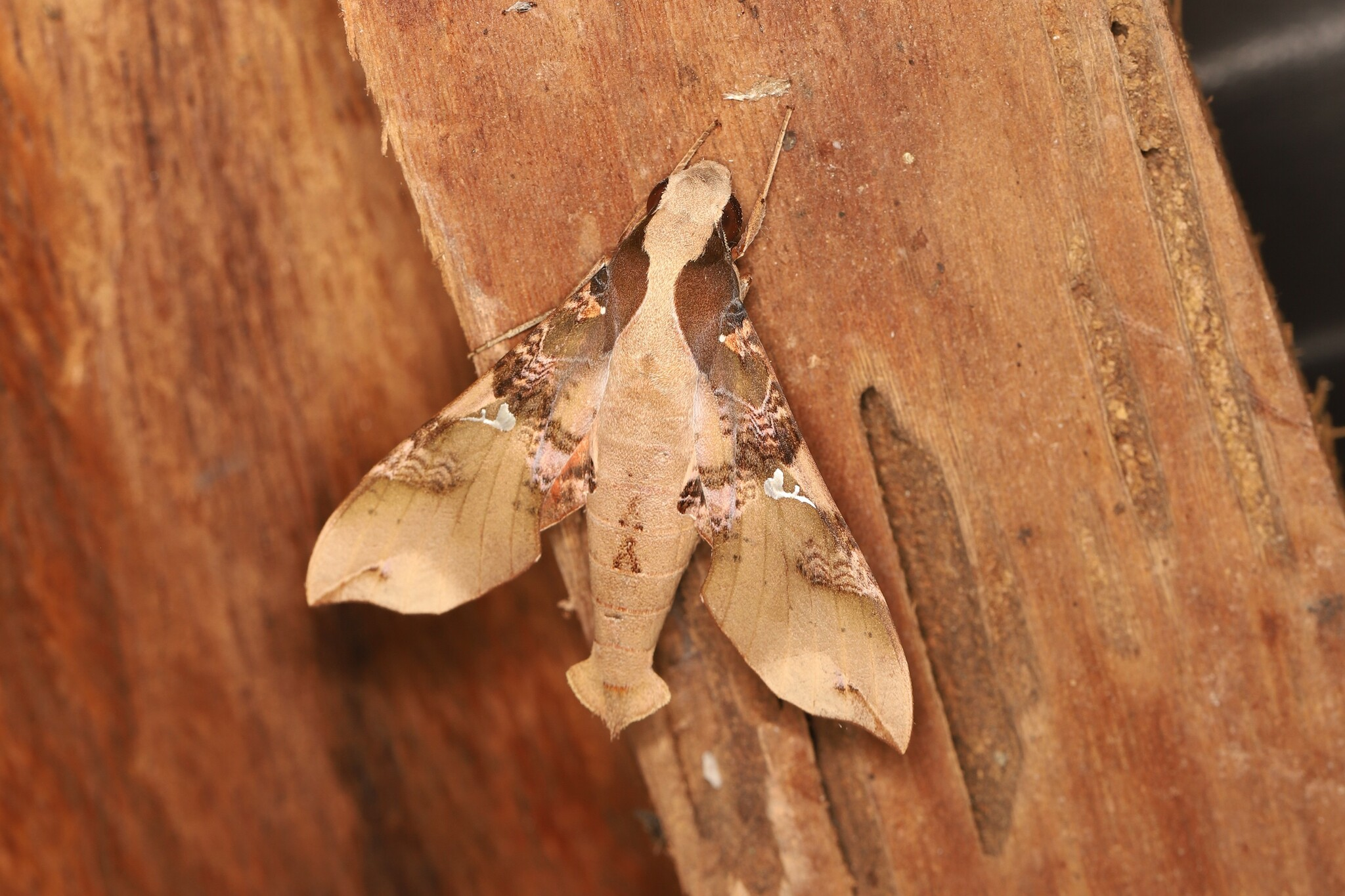
Indivíduo avistado em Novo Progresso, no Pará

No Brasil, está presente nos estados do Acre, Alagoas, Amazonas, Bahia (Formosa do Rio Preto, Jaborandi e Angical), Ceará, Distrito Federal (Brasília), Goiás (Alto Paraíso de Goiás, Campinaçu, Cavalcante, Formosa, Pirenópolis, Itapuranga e Douradoquara), Maranhão (Balsas e Feira Nova do Maranhão), Mato Grosso (Novo Santo Antônio), Mato Grosso do Sul (Miranda e Chapadão do Sul), Minas Gerais (Uberaba, Araxá, Monte Carmelo, Paracatu, Rio Pardo de Minas, Uberlândia, Unaí e Bonfinópolis de Minas), Paraná, Paraíba, Pará, Pernambuco, Piauí, Rio Grande do Norte, Rio Grande do Sul, Rio de Janeiro, Rondônia, Roraima, Santa Catarina (Blumenau, Brusque, Capinzal, São José, Ibirama, Itajaí, Joaçaba, Ouro e Seara), São Paulo (Luís Antônio) e Tocantins (Palmas), nos biomas da Amazônia, Caatinga, Cerrado, Mata Atlântica, Pampa e Pantanal. Em termos hidrográficos, é encontrada nas sub-bacias do Araguaia, da foz do Amazonas, do Grande, do Guaíba, do Gurupi, do Iguaçu, do Jequitinhonha, do litoral de Alagoas, Pernambuco, Paraíba, Ceará, Piauí, Rio de Janeiro, São Paulo, Rio Grande do Sul, Paraná e Santa Catarina, do Madeira, do Mearim, do Negro, do Paraguai 01 e 03, do Paranapanema, do Paranaíba, do Paraíba do Sul, do Alto e Baixo Parnaíba, do Piranhas, do Purus, do Médio São Francisco, do Tapajós, do Tietê, do Alto e Baixo Tocantins, do Trombetas, do Alto e Médio Uruguai e do Xingu. Habita florestas primárias e secundárias.

## Ecologia

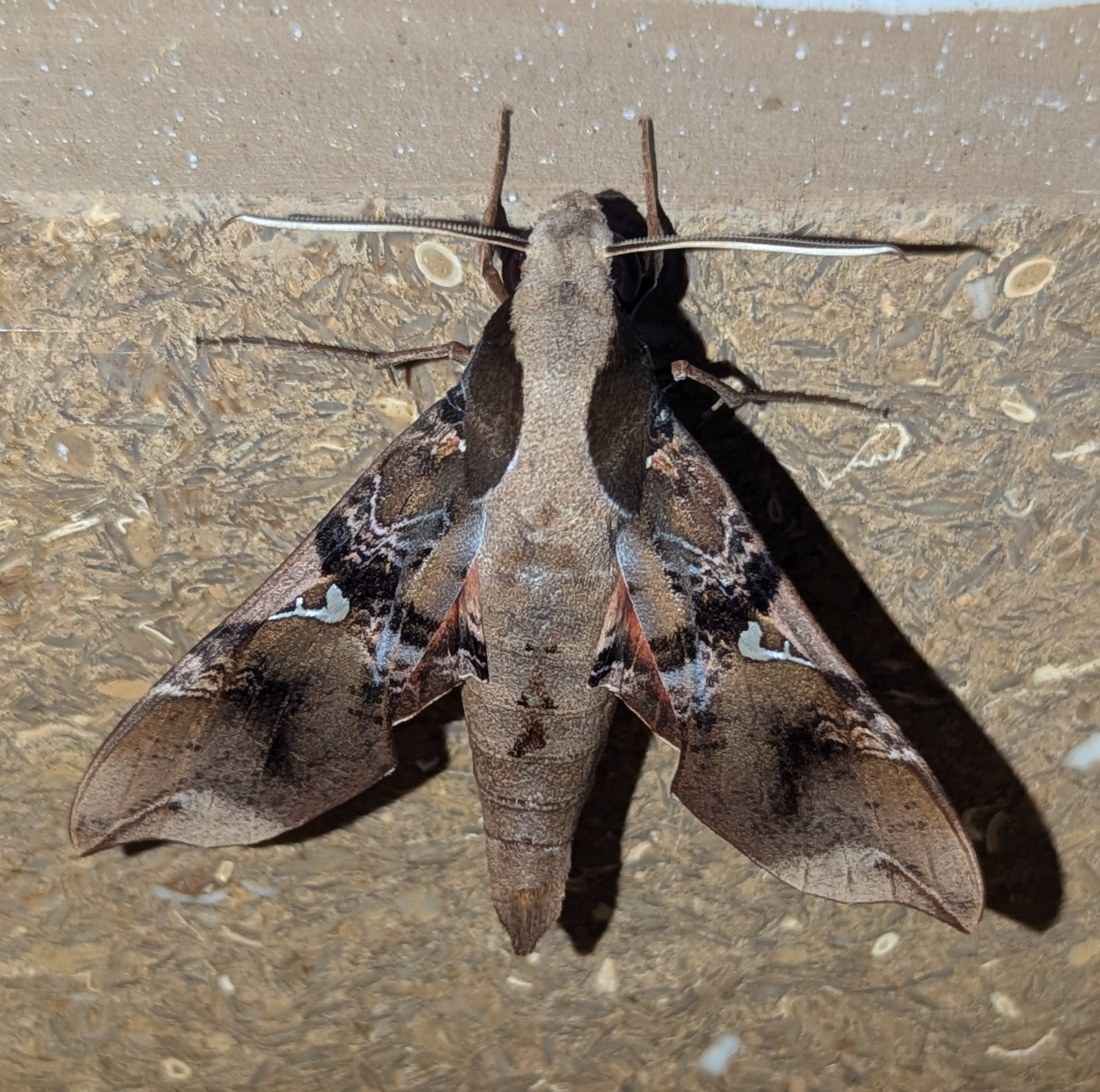
Indivíduo avistado em Puntarenas, na Costa Rica

Os adultos de Callionima parce apresentam voo contínuo ao longo do ano, com registros mensais de captura na Costa Rica. Nos Estados Unidos, voa entre abril e setembro. No Brasil, exemplares foram registrados por Larry Valentine em abril e no final de julho em Itanhandu, no sudeste de Minas Gerais. Os adultos emergem de pupas formadas em casulos frágeis entre folhas secas. As fêmeas costumam ser ativas entre 22h30 e 2h, enquanto os machos voam das 23h30 às 3h. As fêmeas atraem os machos por meio de um feromônio liberado por uma glândula localizada na ponta do abdome. Ambos os sexos alimentam-se de néctar em flores e são atraídos por fontes de luz, sendo que os machos são coletados com maior frequência dessa forma. As larvas alimentam-se de Stemmadenia obovata e Tabernaemontana catharinensis (apocináceas). Os adultos são agentes polinizadores de diversas plantas, incluindo Ipomoea villosa (convolvuláceas), Inga vera (fabáceas), Lafoensia pacari (litráceas), Luehea divaricata (malváceas), Guettarda viburnoides (rubiáceas), Qualea grandiflora e Salvertia convallariodora (ambas da família voquisiáceas). Na Mata Atlântica, os adultos foram observados visitando flores de Inga ingoides.

## Conservação
Em 2018, Callionima parce foi classificada como pouco preocupante (LC) no Livro Vermelho da Fauna Brasileira Ameaçada de Extinção do Instituto Chico Mendes de Conservação da Biodiversidade (ICMBio). As principais ameaças à espécie incluem culturas anuais, silvicultura e pecuária nos biomas Pampa, Caatinga, Cerrado e Pantanal; expansão urbana e poluição luminosa na Mata Atlântica; além de queimadas não planejadas e não autorizadas nas áreas de ocorrência. No entanto, essas ameaças ainda não foram consideradas significativas a ponto de colocar a espécie em risco de extinção num futuro próximo. Em sua área de distribuição, ocorre em algumas áreas de conservação:
Área de Proteção Ambiental (APA)
- Petrópolis
- Planalto Central
- Serra da Ibiapaba
- Campos do Jordão
- Corumbataí-Botucatu-Tejupá
- Bacia dos Ribeirões do Gama e Cabeça de Veado
- Jundiaí
- Serra do Mar
- Murici
- Rio Preto
- Guaratuba
- Pouso Alto
- Rota do Sol

Estação Ecológica (ESEC)
- Maracá
- Seridó
- Águas Emendadas

Parque Nacional (PARNA)
- Chapada dos Veadeiros
- Serra dos Órgãos
- Tijuca
- Sete Cidades
- Ubajara
- Jaú
- Restinga de Jurubatiba
- Serra do Pardo

Reserva Biológica (Rebio)
- Gurupi
- Guaribas
- Nascentes da Serra do Cachimbo

Parque Estadual (PE)
- Serra de Caldas Novas
- Serra do Mar
- Araguaia
- Pirineus
- Intervales

Floresta Nacional (Flona)
- Tapirape-Aquiri

Reserva Particular do Patrimônio Natural (RPPN)
- Nascentes Geraizeiras
- Catingueiro
- Ano Bom
- Ceflusmme
- Fazenda Caetano
- Fazenda Limeira
- Fazenda Suspiro
- Frei Caneca
- Gleba o Saquinho de Itapirapuá
- Jubran
- Parque Ecológico Artex
- Reserva Ecológica do Panga
- Sítio do Bananal

Terra Indígena (TI)
- Alto Rio Negro
- Badjonkore
- Las Casas
- Raposa Serra do Sol
- Tubarão-Latundê